# Eupatorium perfoliatum
Eupatorium perfoliatum е вид многогодишно растение от семейство Сложноцветни (Asteraceae). Видът е незастрашен от изчезване.

## Разпространение
Видът е разпространен в Източна САЩ и Канада. Среща се от Нова Скотия до Флорида, и на запад до Тексас, Небраска, Дакота и Манитоба.